# Melissa Wu
Melissa Wu (* 3. Mai 1992 in Penrith) ist eine australische Wasserspringerin, die vom Zehn-Meter-Turm startet und Medaillen bei Weltmeisterschaften, Commonwealth Games und Olympischen Spielen gewinnen konnte. Sie ist 1,52 Meter groß und wiegt 50 Kilogramm. Der Vater von Melissa Wu stammt aus der Volksrepublik China.
Im Alter von 13 Jahren war Wu Teil des australischen Teams bei den Commonwealth Games 2006 in Melbourne. Dort gewann sie zusammen mit Alexandra Croak die Silbermedaille im Synchronspringen. Im Einzelwettbewerb erreichte Melissa Wu den fünften Platz. Mit diesen Erfolgen erhielt Wu erstmals größere Aufmerksamkeit. Im folgenden Jahr nahm sie an den Schwimmweltmeisterschaften 2007 teil, die ebenfalls in Melbourne stattfanden. Im Synchronwettbewerb erreichte Wu mit Briony Cole den zweiten Platz vom Turm, im Einzel erreichte sie das Finale und belegte letztlich den elften Rang. Melissa Wu gehörte zur australischen Mannschaft bei den Olympischen Sommerspielen 2008 in Peking, in der sie das jüngste Mitglied war. Dort startete sie zusammen mit Briony Cole im Synchronwettbewerb vom Turm. Die beiden gewannen die Silbermedaille, nachdem sie in keiner Runde schlechter als mit dem drittbesten Sprung abschnitten. Melissa Wu war damit die jüngste australische Medaillengewinnerin im Wasserspringen. Im Einzel konnte Wu den sechsten Platz erreichen, nachdem sie sich als Achte des Vorkampfes und des Halbfinals qualifizieren konnte. Bei den Commonwealth Games 2010 in Delhi gelang ihr mit Silber vom Turm auch ihre erste Einzelmedaille, mit Cole gewann sie zudem Gold im Turm-Synchronwettbewerb. Bei der Weltmeisterschaft 2011 in Shanghai gewann sie mit Croak die Silbermedaille.
Bei den Olympischen Sommerspielen 2020 gewann sie Bronze vom Turm.